# Kalcifilní rostliny
Kalcifilní rostliny (též vápnobytné rostliny) jsou rostliny, kterým vyhovují půdy zásobené vápníkem. Opakem jsou kalcifobní rostliny (tedy vápnobojné), které se půdám s obsahem vápníku vyhýbají. Tato vlastnost však není vždy stabilní v celém areálu druhu a některé populace se v odlišných edafických podmínkách jeví jako vápnobytné jinde jako kalcifobní. Příkladem může být třeba zimostrázek alpský (Polygala chamaebuxus), který spíše vyhledává vápnité půdy, ale místy může preferovat i kyselé. Vřesovec pleťový (Erica carnea) je v ČR spíše kalcifobní rostlina, zatímco v Alpách se chová spíše jako kalcifilní druh. Výrazně kalcifilní druh je vždy bazifilní rostlinou. Příkladem kalcifilních rostlin jsou třeba lomikámen latnatý (Saxifraga paniciulata), dryádka osmiplátečná (Dryas octopetala), okrotice červená (Cephalanthera rubra), kruštík tmavočervený (Epipactis atrorubens) aj.

## Společenstva
Na vápnitých substrátech se vytvářejí společenstva rostlin, kde dominují bazifilní či bazitolerantní rostliny. Příkladem jsou např. vápnomilné bučiny (as. Cephalanthero-Fagetum), pěchavové lipiny (as. Seslerio-Tilietum), perialpidské bazifilní teplomilné doubravy (např. as. Corno-Quercetum, Pruno mahaleb-Quercetum pebescentis). Z nelesních společenstev pak třeba pěchavové trávníky (sv. Diantho lumnizeri-Seslerion), bazifilní vegetace efemér a sukulentů (sv. Alysso-Sedion albi), vegetace vápnitých skal aj.

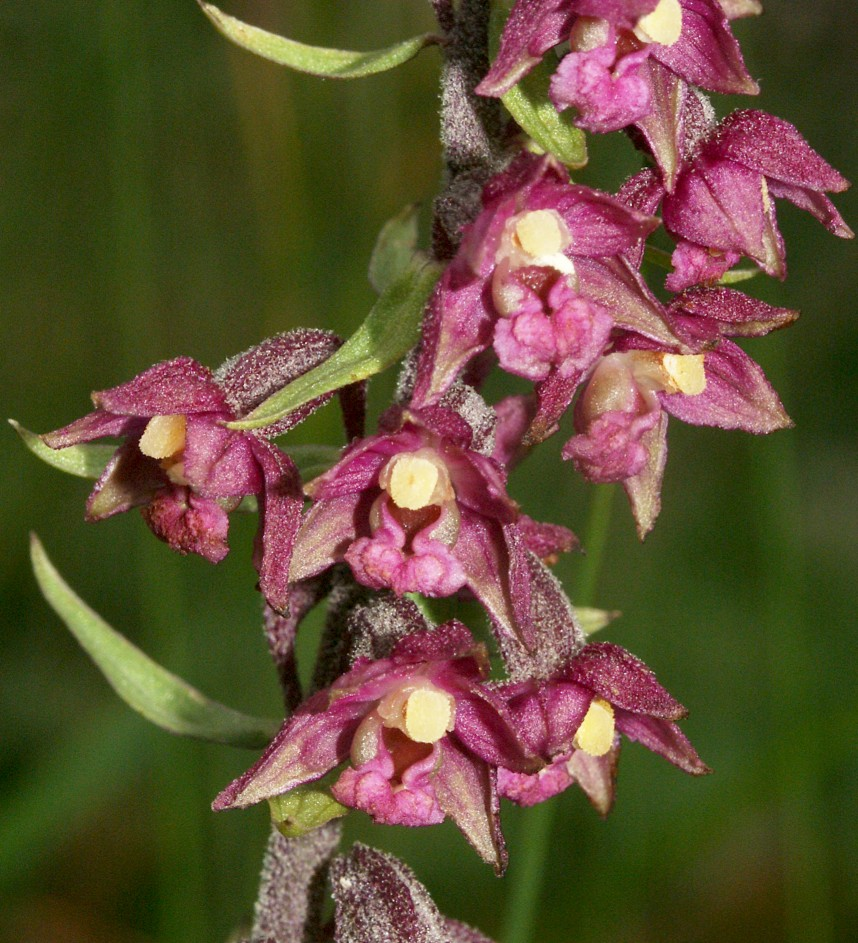
kruštík tmavočervený (Epipactis atrorubens)
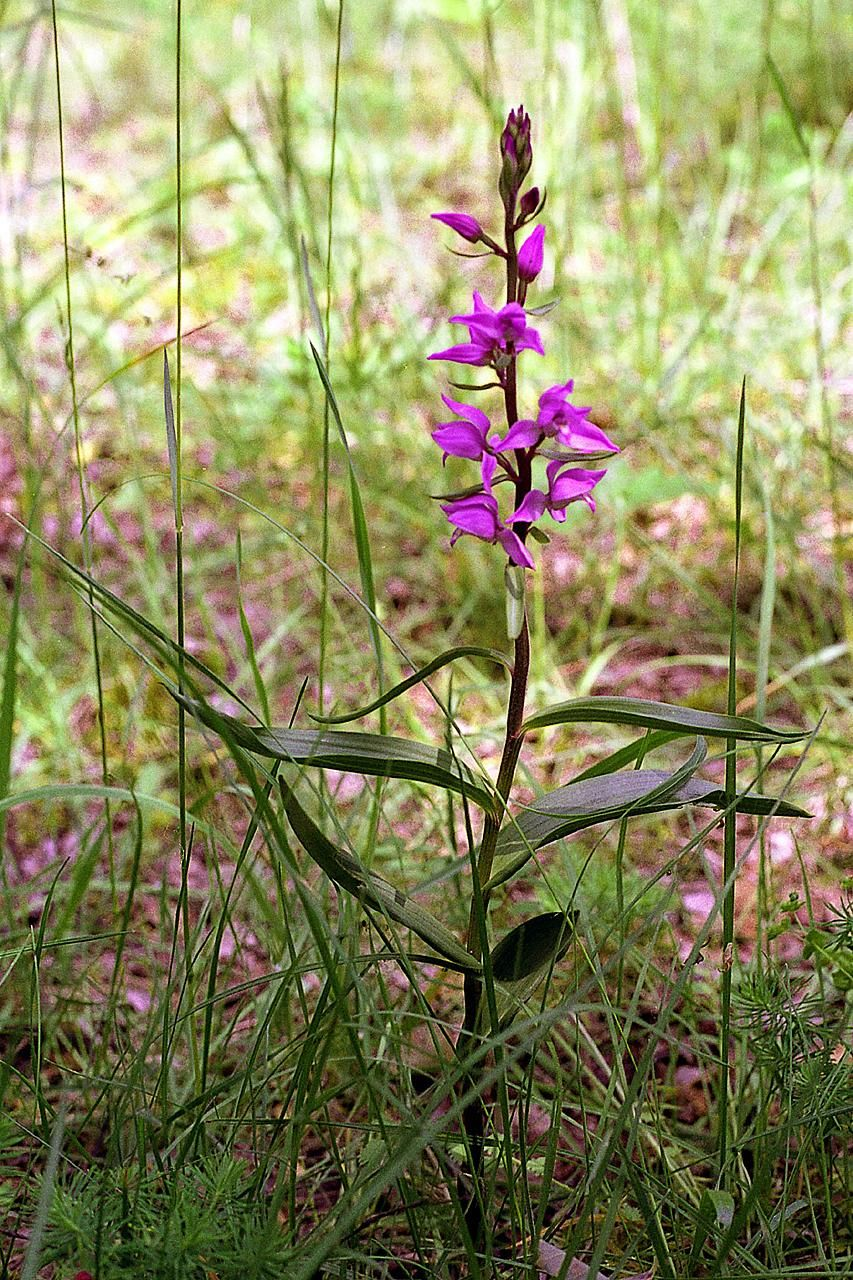
okrotice červená (Cephalanthera rubra)
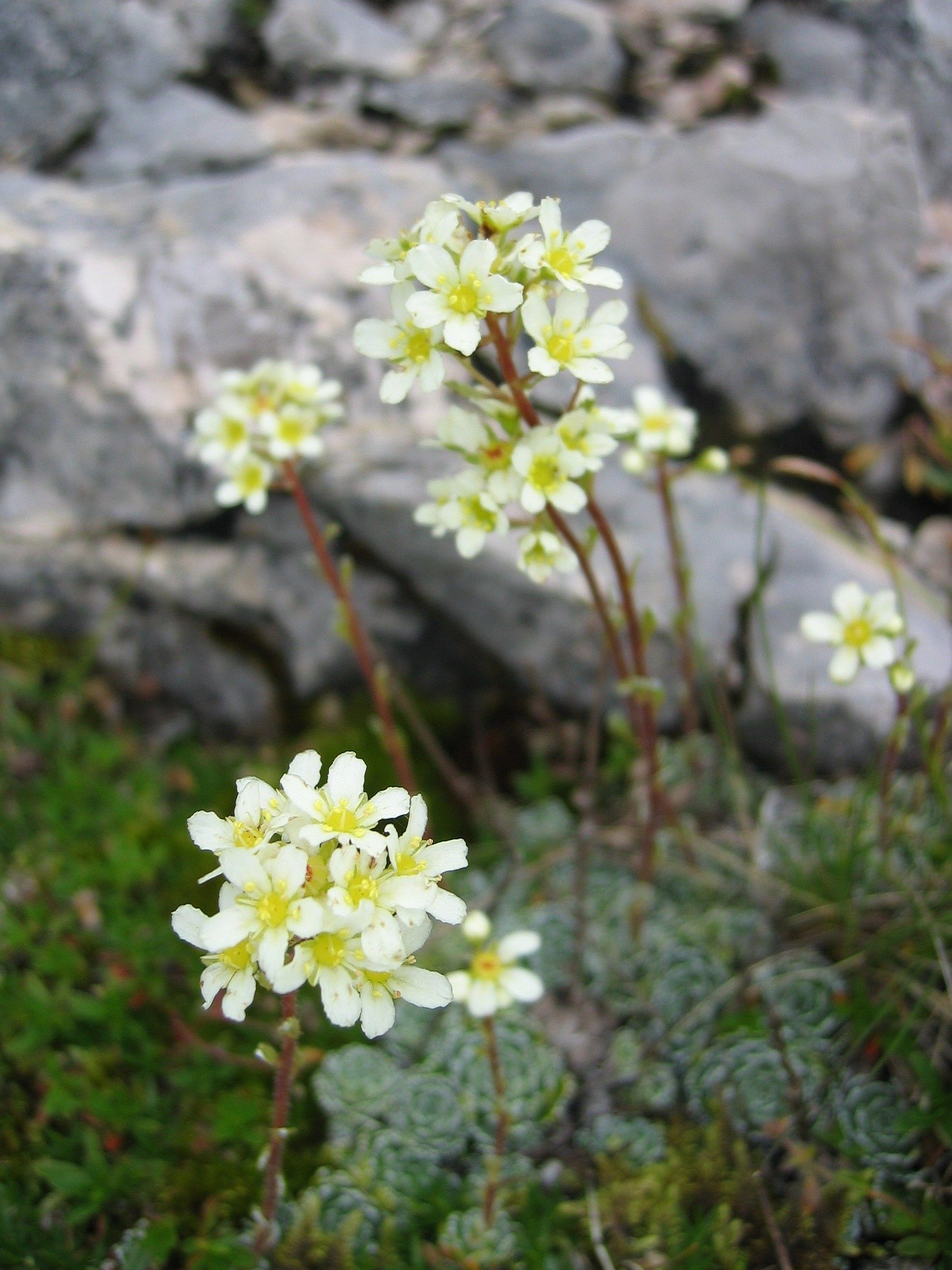
lomikámen latnatý (Saxifraga paniculata)
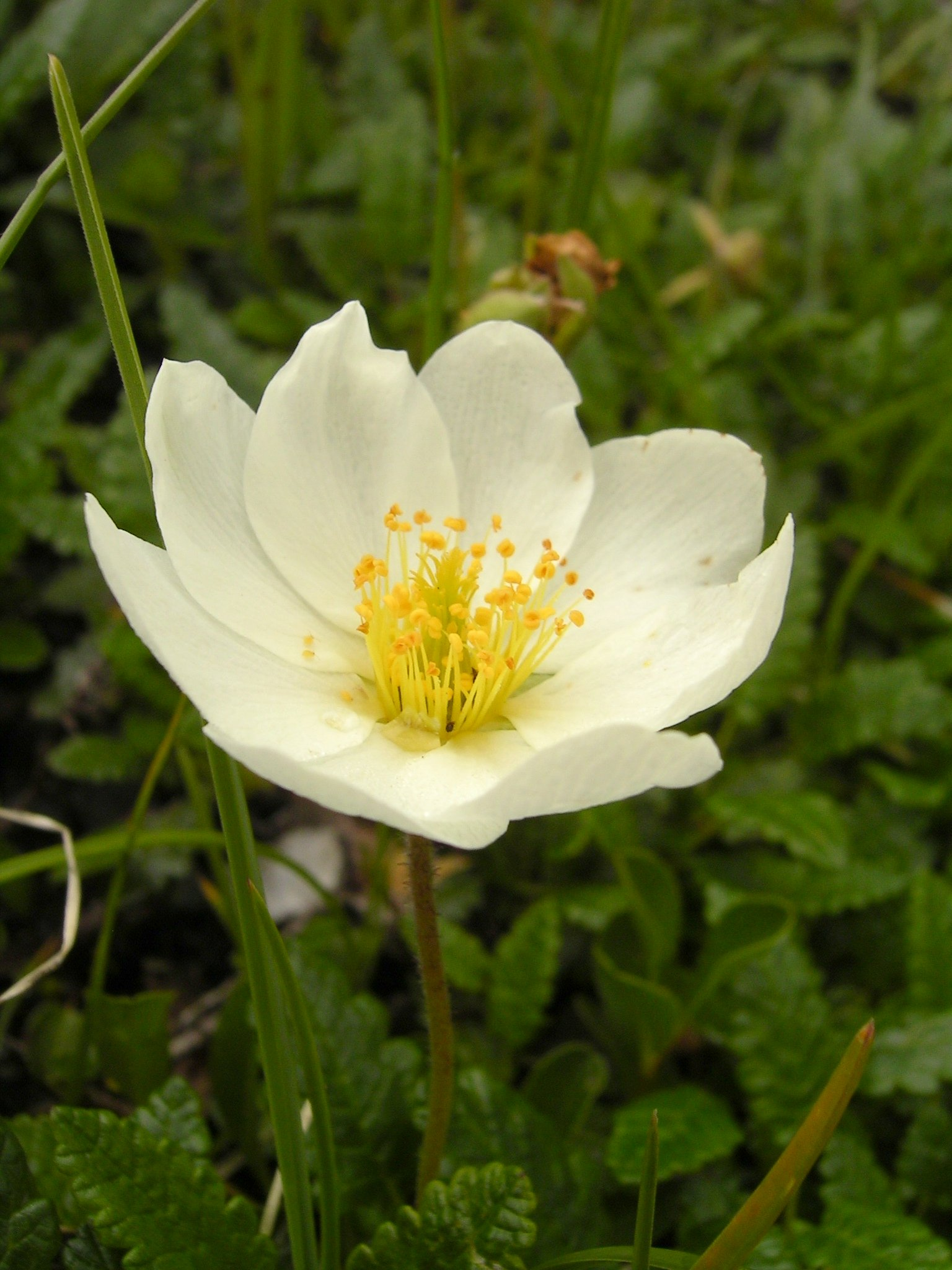
dryádka osmiplátečná (Dryas octopetala)